# Casa Lladó (Saurí)
La Casa Lladó és una obra de les darreres tendències de Saurí, al municipi de Sort (Pallars Sobirà) inclosa a l'Inventari del Patrimoni Arquitectònic de Catalunya.

## Descripció
Casa situada a la part alta d'un petit nucli de població dels Pirineus, sobre un vessant. De configuració lleugerament còncava, l'immoble té una sola crugia formada per murs de pedra gruixuts; el mur del davant queda fragmentat en dues traces que defineixen un tram més ample i un altre de més estret. Al punt de fractura d'aquesta façana es troba la porta d'accés. La crugia estreta s'adapta al dormitori principal, mentre que la més ampla acull la cuina i la sala d'estar. La planta superior, a manera de golfes, està destinada per a diferents usos. La coberta segueix la corba dibuixada pel mateix edifici. Davant de la façana principal hi ha una era, tancada amb murs de petites dimensions.